# Mário de Noronha
Mário López da Vasa César Alves de Noronha OB (Lisboa, Lapa, 15 de Janeiro de 1885 – Lisboa, São Sebastião da Pedreira, 9 de Julho de 1973) foi um gerente comercial, dirigente desportivo, atleta esgrimista olímpico português.

## Família
Filho do Oficial de Infantaria, Jornalista e célebre Escritor José Eduardo da Vasa César Alves de Noronha (Eduardo de Noronha), escritor e jornalista, colaborador do "Novidades", que em Monarquia seria Representante do Título de Visconde de Santa Cruz, e de sua segunda mulher María Manuela Cecilia Lorenza López y Arquero.

## Biografia
Com o curso da Escola Industrial Rodrigues Sampaio incompleto, frequentou, ainda, o Instituto Industrial de Lisboa. Começaria a sua vida profissional como empregado do Banco Crédit Franco-Portugais em 1903. Foi Funcionário Superior e Procurador Gerente da Casa Bancária José Henriques Totta, L.da. Representou, como Delegado, a Companhia de Seguros Garantia, sedeada no Porto, e foi Gerente de Sociedade de Representações Navais de Lisboa.
Foi Presidente da Junta de Freguesia de São Mamede, Vogal da Comissão Central das Juntas de Freguesia e Vereador da Câmara Municipal de Lisboa.
Presidiu à Associação dos Empregados do Comércio de Lisboa em 1959. Integrou a Legião Portuguesa como Comandante de Lança da Brigada Naval.
Ligado ao Desporto, quer como participante, quer como Dirigente, desempenhou cargos diversos: Presidente das Assembleias Gerais do Ginásio Clube Português, do Sport Lisboa e Benfica, do Clube Náutico de Portugal, do Hóquei Clube de Portugal e da Sala de Armas Carlos Gonçalves, e Fundador da Federação Portuguesa de Vela. Presidiu à Comissão Organizadora dos Campeonatos do Mundo de Esgrima realizado em Lisboa em 1047. Integrou o Comité Olímpico Português. Assumiria a presidência da Federação Portuguesa de Esgrima, sendo nessa qualidade nomeado Procurador da Câmara Corporativa à IV Legislatura, como Representante das Federações Desportivas na Secção de Educação Física e Desportos, entre 1945 e  1949. No exercício de funções na Câmara Corporativa, não chegaria a ser Relator ou Signatário de quaisquer Pareceres.
Como esgrimista internacional, representou Portugal em vários Torneios Olímpicos: Paris em 1924, Amsterdão em 1928 e Berlim em 1936. Foi vencedor de importantes poules de esgrima, tendo conquistado a Taça de Portugal e a a Taça da Penha Longa. Várias vezes Campeão de Portugal de Esgrima (espada), representou Portugal em diversas Olimpíadas, tendo nos Jogos Olímpicos de 1928, em Amesterdão, juntamente com Paulo d'Eça Leal, Jorge de Paiva, Frederico Paredes, João Sassetti e Henrique da Silveira, conquistado uma honrosa Medalha de Bronze de florete.
Foi Sócio Benemérito de várias Organizações Desportivas nacionais e estrangeiras.
Em Monarquia seria Representante do Título de Visconde de Santa Cruz.
A 27 de Outubro de 1934 foi feito 49.º Sócio Honorário do Ginásio Clube Figueirense
Encontra-se publicada uma palestra sua, que proferiu no Centro Nacional de Esgrima: Desporto e Profissões Desportivas, de 1942.

### Condecorações
- Oficial da Ordem Militar de Nosso Senhor Jesus Cristo de Portugal (não consta)[4]
- Oficial da Ordem de Benemrência de Portugal (2 de Junho de 1946)[4][9]
- Oficial da Ordem de Orange-Nassau da Holanda (não consta)[4]
- Oficial da Águia Alemã Olímpica da Alemanha (não consta)[4]
- Medalha de Ouro com a Inscrição Educação Física e Desportos da França (não consta)[4]
- Medalha da Cruz Vermelha Portuguesa de Portugal (? de ? de 19??)[4]
- Medalha de Dedicação à Legião Portuguesa de Portugal (? de ? de 19??)[4]

## Casamento e descendência
Casou em Lisboa, Santa Isabel, a 1 de Outubro de 1910 com Céline Margarida Vosgien (Vila Nova de Foz Coa, Vila Nova de Foz Coa, 21 de Janeiro de 1884 - Lisboa, 4 de Junho de 1955), filha de Isidore François Vosgien, de Liverdun, e de sua mulher, casados em Lisboa?, Mariana da Piedade da Silva, de Almada, Trafaria; neta paterna de Nicolas Vosgien e de sua mulher Catherine Pouchérieu, ambos de Liverdun, onde casaram?; e neta materna de Miguel Inácio e de sua mulher, casados em Lisboa?, Maria Joaquina da Silva; tendo fixado residência em Lisboa, e da qual teve:
- Henrique Eduardo Vosgien de Noronha (Lisboa, 1911 - ?), falecido criança
- Maria Céline Vosgien de Noronha (Lisboa, 31 de Março de 1914 - ?), casada em Lisboa a 15 de Janeiro de 1938 com Luciano Ferreira Bastos da Costa e Silva (Figueira da Foz, 24 de Outubro de 1913 - ?), com geração feminina
- Henrique Eduardo Vosgien de Noronha (Lisboa, São Mamede, 26 de Maio de 1917 - 2010[12]), que usou o título de 3.º Visconde de Santa Cruz